# Gonam
Le Gonam ou Gouonam (en russe : Гонам, Гуонам) est une rivière de la république de Sakha en Russie et un affluent de rive gauche de l'Outchour (bassin de la Léna).

## Hydrographie
Le Gonam prend sa source à 1 300 m sur le Tiptour, sommet (1 620 m) de la chaîne des Monts Stanovoï. Cette source se trouve aux confins méridionaux de la République de Sakha, non loin de l'Oblast de l'Amour, à 80 km au sud-ouest de la ville de Tynda, desservie par l'autoroute Magistrale Baïkal-Amour (BAM). La rivière, longue de 686 km, draine un bassin versant de 55 600 km2. Dans son cour supérieur, le Gonam méandre vers l'est puis le nord-est à travers une large vallée au nord de la crête des monts Stanovoï. Au terme de plusieurs dizaines de kilomètres, cette vallée s'encaisse et le Gonam s'écoule vers le nord-est à travers les gorges du Massif de l'Aldan jusqu'à sa confluence avec l’Outchour. Son cours central est ponctué d'une succession de rapides. À sa confluence, sa largeur atteint 300 m pour une profondeur de 2 m, et un courant de 1,6 m/s.
Ses principaux affluents sont :
- en rive droite, le Soutam (long de 351 km ; bassin de 14 300 km2), l’Altan-Tchaïdach, le Ningam et l’Algama (long de 426 km - bassin de 21 500 km2) ;
- en rive droite, l’Ytymdcha (ou Intimdi, 121 km[1]).

Le bassin du Gonam compte 1800 lacs, situés pour la plupart dans son cours supérieur et aux confluences. La confluence avec l’Algama n’est qu’à 3 km en amont de celle avec l’Outchour ; Sur ce tronçon, la rivière sert de frontière naturelle entre la République Yakoute de Sakha et la Région de Khabarovsk.

## Trafic fluvial
Le cours inférieur du Gonam (en aval des rapides) est partiellement navigable, quoiqu'il ne soit pas administré par le service des transports, mais par les services techniques de la ville de Nerioungri et plus loin en aval, par ceux de l'oulous d'Aldan. Ses berges sont vierges de tout habitat. On atteint le cours supérieur par un chemin qui part du village de Nagorny, à plus de 50 km à vol d'oiseau de la Magistrale Amour-Iakoutie et de l'A360 ; il a été aménagé pour exploiter les filons d'or abondants dans cette zone.

## Exploration
Le cosaque Vassili Poïarkov débarqua du Gonam à l'hiver 1643/44, et y laissa hiverner son expédition, pour franchir les monts Satnovoï et fut ainsi le premier sujet de Russie à reconnaître la plaine de l'Amour.